# Medaliści mistrzostw świata w kolarstwie halowym - Kobiety indywidualnie
Pełna lista medalistów mistrzostw świata w kolarstwie halowym w zawodach indywidualnych kobiet.

## Medaliści
| Rok  | Złoto              | Srebro                | Brąz                  |
| ---- | ------------------ | --------------------- | --------------------- |
| 1959 | Edith Beneke       | Käthi Wahl            | Ursula Beckers        |
| 1960 | Anna Matoušková    | Edith Manthey         | Ursula Beckers        |
| 1961 | Gisela Florack     | Edith Manthey         | Annerose Loesch       |
| 1962 | Gisela Florack     | Gerhild Bauer         | Annerose Loesch       |
| 1963 | Gerhild Bauer      | Edith Manthey         | Annerose Loesch       |
| 1964 | Gerhild Bauer      | Annemarie Fehr        | Anna Matoušková       |
| 1965 | Annemarie Fehr     | Gerhild Bauer         | Anna Matoušková       |
| 1966 | Gerhild Bauer      | Anna Matoušková       | Annemarie Fehr        |
| 1967 | Anna Matoušková    | Hildegard Laigre      | Annemarie Flaig       |
| 1968 | Annemarie Flaig    | Anna Matoušková       | Hildegard Laigre      |
| 1969 | Annemarie Flaig    | Anna Matoušková       | Elisabeth Binanzer    |
| 1970 | Annemarie Flaig    | Anna Matoušková       | Hildegard Laigre      |
| 1971 | Annemarie Flaig    | Anna Matoušková       | Hildegard Laigre      |
| 1972 | Annemarie Flaig    | Anna Matoušková       | Elisabeth Binanzer    |
| 1973 | Elisabeth Binanzer | Anna Matoušková       | Edith Westhäuser      |
| 1974 | Anna Matoušková    | Elisabeth Binanzer    | Gabi Höhler           |
| 1975 | Anna Matoušková    | Regina Jisra          | Gabi Höhler           |
| 1976 | Anna Matoušková    | Edith Westhäuser      | Lea Horváthová        |
| 1977 | Anna Matoušková    | Edith Westhäuser      | Gabi Höhler           |
| 1978 | Gabi Höhler        | Anna Matoušková       | Gudrun Lorenz         |
| 1979 | Anna Matoušková    | Eliane Maggi          | Silvia Steiner        |
| 1980 | Eliane Maggi       | Regina Jisra          | Lea Horváthová        |
| 1981 | Petra Bender       | Regina Jisra          | Eliane Maggi          |
| 1982 | Maria Beerlage     | Petra Bender          | Eliane Maggi          |
| 1983 | Maria Beerlage     | Danuše Hájková        | Ursula Pfaff          |
| 1984 | Gudrun Regele      | Maria Beerlage        | Danuše Hájková        |
| 1985 | Eliane Maggi       | Gudrun Regele         | Danuše Hájková        |
| 1986 | Heike Marklein     | Danuše Hájková        | Jana Pospíšilová      |
| 1987 | Marianne Martens   | Heike Marklein        | Dana Hrdličková       |
| 1988 | Marianne Martens   | Heike Marklein        | Iris Kurz             |
| 1989 | Heike Marklein     | Iris Kurz             | Marianne Martens      |
| 1990 | Claudia Dreher     | Marianne Martens      | Iris Kurz             |
| 1991 | Iris Kurz          | Andrea Barth          | Sabine Franz          |
| 1992 | Iris Kurz          | Andrea Barth          | Leona Soušková        |
| 1993 | Iris Kurz          | Andrea Barth          | Leona Soušková        |
| 1994 | Andrea Barth       | Iris Kurz             | Martina Štepánková    |
| 1995 | Andrea Barth       | Sonja Bissinger       | Leona Soušková        |
| 1996 | Andrea Barth       | Martina Štepánková    | Daniela Keller        |
| 1997 | Sandra Schlosser   | Martina Štepánková    | Sonja Bissinger       |
| 1998 | Martina Štepánková | Sonja Bissinger       | Astrid Ruckaberle     |
| 1999 | Martina Štepánková | Sandra Schlosser      | Astrid Ruckaberle     |
| 2000 | Astrid Ruckaberle  | Martina Štepánková    | Sandra Schlosser      |
| 2001 | Astrid Ruckaberle  | Martina Štepánková    | Nicole Krautwurst     |
| 2002 | Martina Štepánková | Astrid Ruckaberle     | Silke Gaiser          |
| 2003 | Astrid Ruckaberle  | Corinna Hein          | Martina Štepánková    |
| 2004 | Claudia Wieland    | Corinna Hein          | Sarah Kohl            |
| 2005 | Claudia Wieland    | Sandra Beck           | Denise Boller         |
| 2006 | Sarah Kohl         | Claudia Wieland       | Sandra Beck           |
| 2007 | Anja Scheu         | Sarah Kohl            | Sandra Beck           |
| 2008 | Anja Scheu         | Sandra Beck           | Marion Kleinschwärzer |
| 2009 | Corinna Hein       | Sandra Beck           | Denise Boller         |
| 2010 | Denise Boller      | Marion Kleinschwärzer | Corinna Hein          |
| 2011 | Corinna Hein       | Sandra Beck           | Nikola Lebánková      |
| 2012 | Corinna Hein       | Sandra Beck           | Adriana Mathis        |